# Марьина гора (памятник природы)
Марьина Гора — ботанический памятник природы местного значения. Находится в Бахмутском районе Донецкой области, рядом с селом Серебрянка. Высшая точка — 127,6 м.
Статус памятника природы присвоен решением Донецкого областного совета от 10 марта 1993 года.
На территории Марьиной Горы произрастает 230 видов цветковых растений, из которых 13 видов занесены в Красную книгу Украины. Единственное в Донецкой области место, где произрастает шиверекия подольская. Уникальный участок петрофитно-степной растительности.
Изначально охраняемая площадь составляла 30 га. 21 декабря 2006 года Донецкий областной совет решением 5/7-143 увеличил площадь памятника природы до 81 га за счёт увеличения границ. Были присоединены 19,5 га пастбищ и 31,5 каменистых мест.

## Галерея

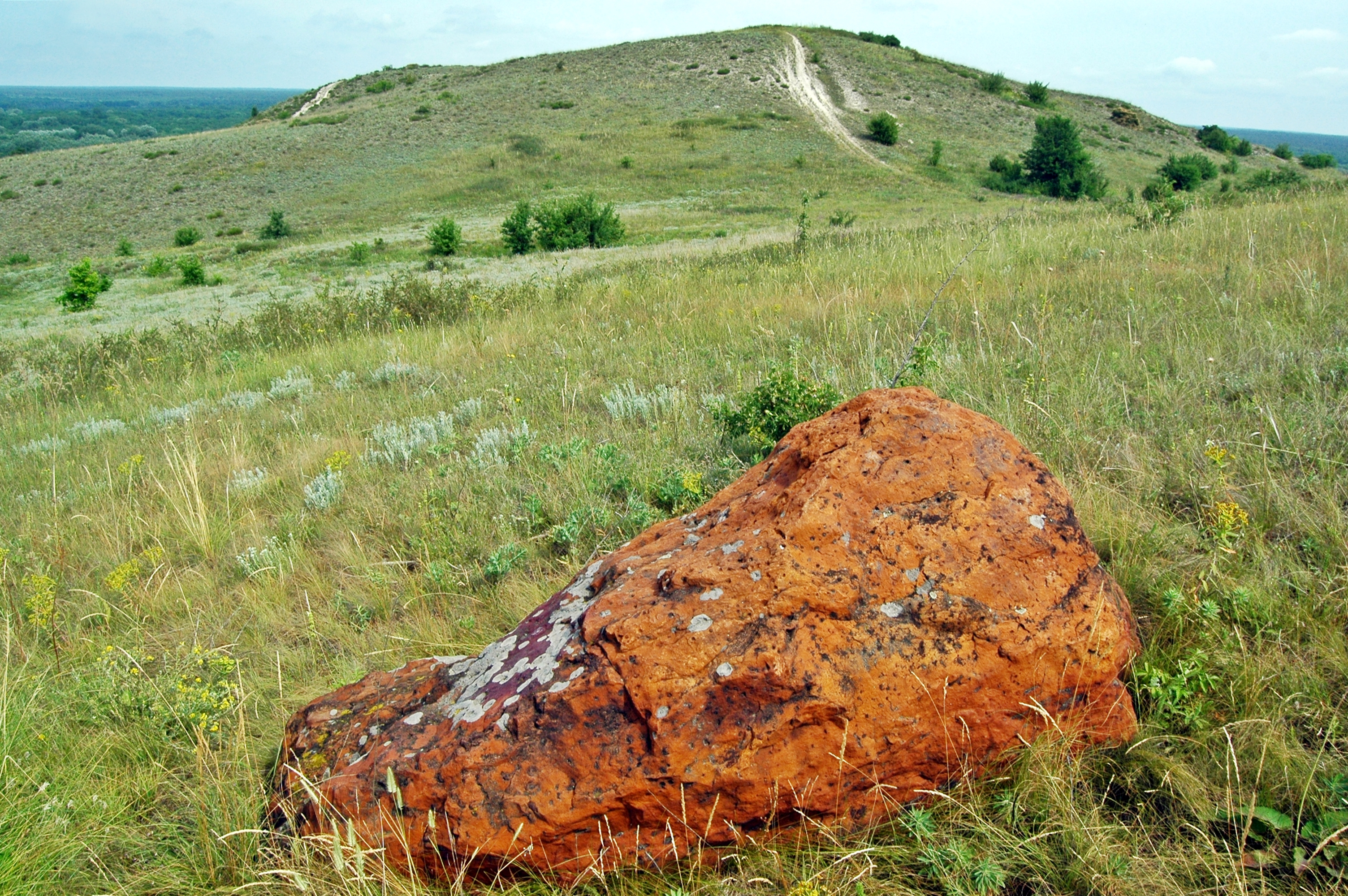
Большая глыба кварцита на склонах Марьиной горы
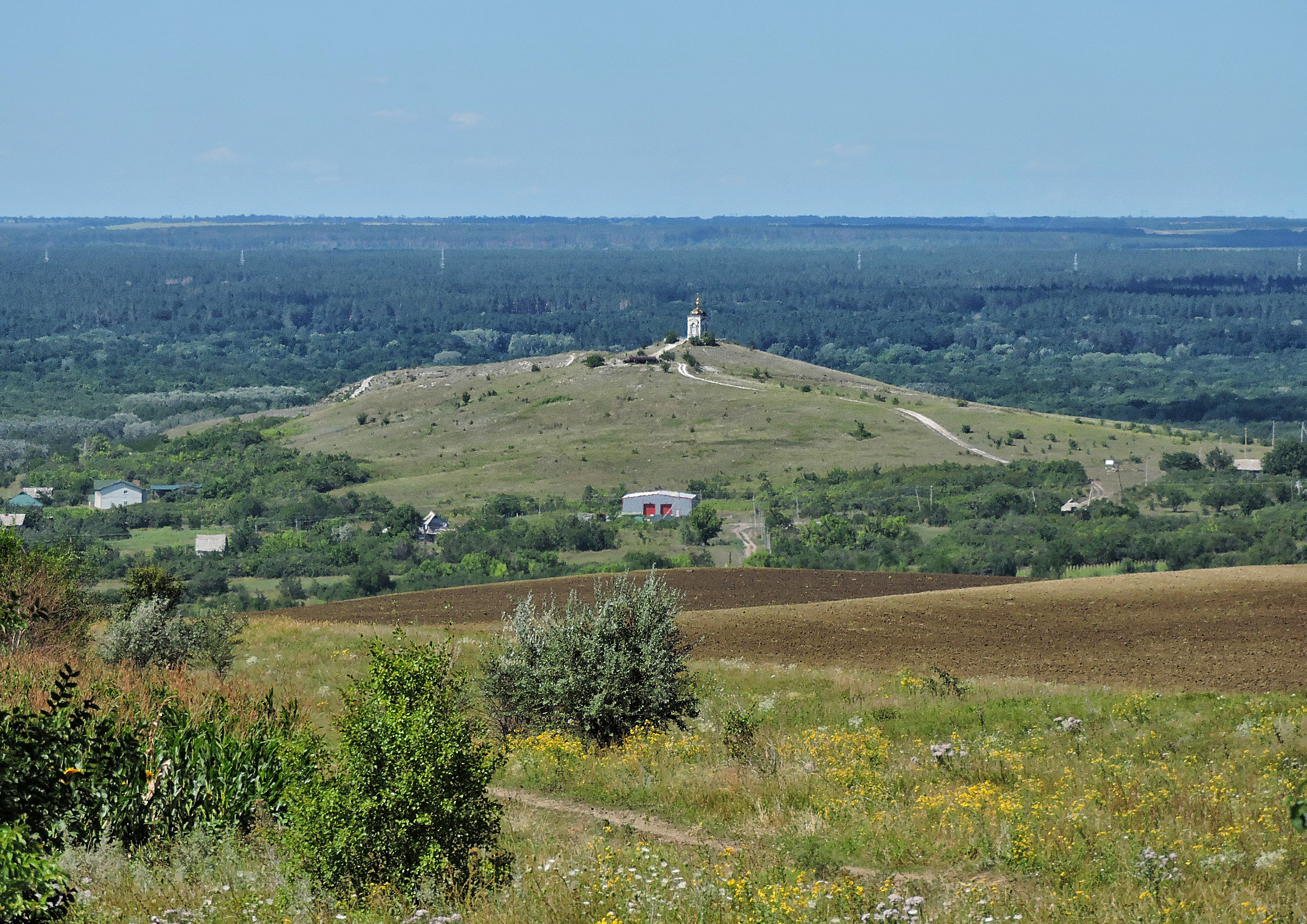
Вид на Марьину гору
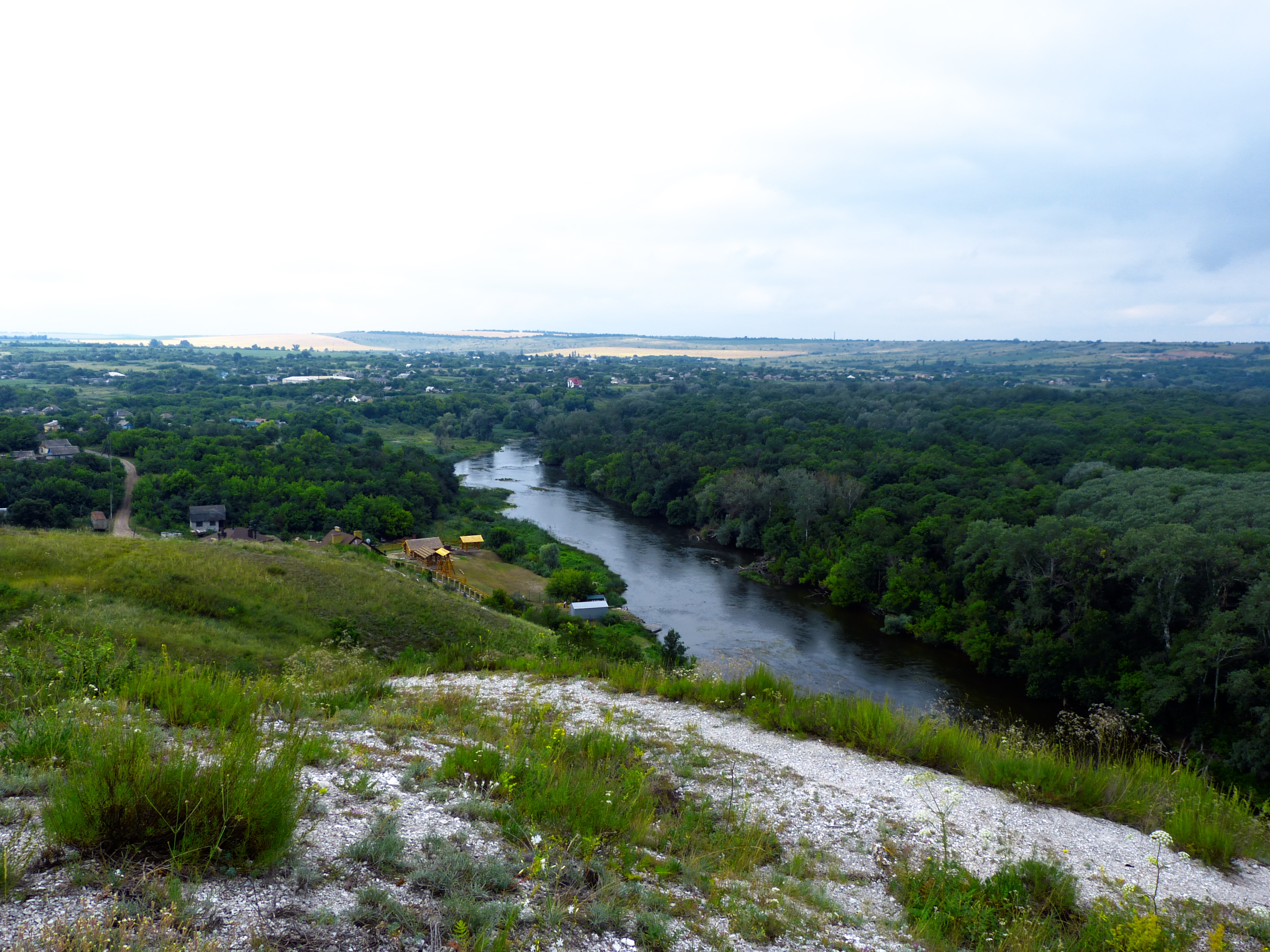
Вид с горы на реку Северский Донец